# Pelayo Novo García
Pelayo Novo García   (Oviedo, 1 de novembre de 1990 - La Corredoria train station, 28 de febrer de 2023) fou un exfutbolista asturià que jugava com a migcampista. Després d'un accident, es va dedicar al tennis en cadira de rodes. La seva primera competició en aquest esport va ser el campionat nacional de tennis en cadira de rodes per comunitats autònomes, disputat a Sevilla.

## Trajectòria
Va començar a jugar amb l'equip de la seva ciutat natal, el Reial Oviedo, amb el qual va jugar tres temporades a la Segona Divisió B. En l'última va marcar set gols en trenta-quatre partits (2749 minuts jugats) per ajudar els asturians a acabar en sisena posició.
El 6 de juliol de 2012, Pelayo va signar un contracte de tres anys amb l'Elx CF de la Segona Divisió. El 19 d'agost va fer el seu debut oficial, en entrar com a substitut de Carles Gil en els últims minuts d'un partit que van guanyar a casa 4-2 contra la SD Ponferradina; posteriorment, el 6 d'octubre, va marcar el seu primer gol en la Lliga, que va contribuir a una victòria per 2-1 contra el CD Mirandés.
Al juliol de 2013 Pelayo va renovar el seu contracte per dos anys amb el club valencià, tot i que va anar immediatament cedit al Còrdova CF per a la temporada 2013-14, en la qual va aconseguir l'ascens a Primera Divisió. El 29 de juliol de l'any següent fou cedit al CD Lugo també en un acord temporal.
El dia 23 de juny de 2017 fou presentat com a nou jugador del CFR Cluj, encara que a l'agost del mateix any es va incorporar a l'Albacete Balompié.
El dia 31 de març de 2018, sent jugador de l'Albacete Balompié, va haver de ser ingressat d'urgència a l'Hospital Clínic Universitari Lozano Blesa de Saragossa, després de precipitar-se al buit des del tercer pis de l'hotel Abba d'Osca, on es trobava concentrat amb el seu equip. Posteriorment seria operat de les seves lesions al mateix hospital, on va romandre 51 dies ingressat. El dia 31 d'octubre va confirmar la seva retirada del futbol per culpa del seu accident. Més endavant, es va dedicar al tennis en cadira de rodes mentre prosseguia la seva recuperació de les lesions provocades per l'accident.
Va morir arrollat per un tren el 28 de febrer de 2023.